# Lifehouse
Lifehouse (транскр.  Лајфхаус) амерички је рок бенд који предводи певач Џејсон Вејд, настао почетком 1999. године.

## Формирање групе
Бенд је крајем 1999. године, након формирања кренуо са снимањем првих демо песама и писањем текстова за нове. Почетком 2000. већ је почела припрема за деби албум, који се нашао у продаји почетком октобра следеће године.
Захваљујући првом синглу "Hanging by a Moment" који је одмах постао хит, бенд се нашао на врху листе најбољих 'свежих' бендова и стекао огромну публику. Сингл је исте године на Билбордовој листи проглашен за најбољу песму године иако се није нашла на првом месту и тако постала једна од три песме које су у историји добиле ту титулу а да нису биле место број један на листи и самим тим, њихов први албум No Name Face је био успех.
Након турнеје која је уследила после албума, бенд је почео са снимањем и припремом следећег. Иако други албум, Stanley Climbfall није имао већи успех и није надмашио првенац, имао је два хит сингла те године и одржао бенд актуленим међу публиком.
У току 2004. године, са другачијом поставаом, бенд издаје трећи албум који је носио назив као и сам бенд, . Прва два сингла су постали хитови и појавили су се у бројним серијама које су се те године давале на кабловској мрежи, самим тим доносећи нову публику.
Who We Are је четврти студијски албум који је издао бенд средином 2007. године. Прва три сингла постигла су велики успех и још једном вратила бенд у сам врх Билбордове листе као и многих других исте године. Бенд је кренуо на турнеју и најавио да по завршетку исте креће са радом на новим песмама које ће се наћи на петом албуму. Очекује се да ће се исти наћи у продаји 2010. године.

## Дискографија
- No Name Face (2000)
- Stanley Climbfall (2002)
- Lifehouse (2005)
- Who We Are (2007)
- Smoke & Mirrors (2010)
- Almería (2012)
- Out of the Wasteland (2015)